# Sturminster Newton
Sturminster Newton – miasto w Anglii, w hrabstwie Dorset, w dystrykcie (unitary authority) Dorset. Leży 27 km na północ od miasta Dorchester i 165 km na południowy zachód od Londynu, nad rzeką Stour. W 2001 miasto liczyło 3105 mieszkańców.